# SOSav
SOSav est une PME, basée aux Portes-en-Ré en Charente-Maritime et fondée en 2011. Cette boutique en ligne vend des pièces détachées, génériques pour certaines aux marques officielles, d’appareils de pointe (ordiphone, tablette tactile, console de jeux, mac, etc.) et propose des tutoriels de réparation gratuits pour ces appareils, en surfant sur la mode du Do It Yourself.
En juin 2015, l’entreprise créée une filiale de réparateurs sous le nom de Captain Repair.
En juin 2022, l'entreprise est rachetée par la SAS Syaleo. Cette société est basée aux Portes en Ré sur l'ile de ré.

## Histoire
C’est en cassant son ordiphone que Mikael Thomas, alors étudiant, a l’idée de créer sa propre entreprise pour permettre aux utilisateurs de réparer eux-mêmes leurs appareils  avec également la volonté de réduire la production de déchets électroniques,. La plupart des informations concernant le démontage ne sont alors qu’en anglais, avec notamment son concurrent américain, iFixit.
Il lance SOSav en 2011 en septembre 2011. En 2013, la Start-up se développe dans le secteur de la vente en ligne, accompagné de guides de réparation,. SOSav remporte notamment le premier prix ex-aequo des Challenges numériques en 2014.
Au 25 août 2018, l'entreprise compte une quinzaine d'employés, contre une vingtaine en 2015.